# 고야다이라촌
고야다이라촌(木頭村)은 도쿠시마현 미마군에 있던 촌이다. 2005년 3월 1일, 와키정, 아나부키정, 미마정과 합병해 미마시 고야다이라가 되었다.

## 역사
- 1889년 10월 1일 - 정촌제 시행에 수반해 오에군 고야다이라촌이 성립하였다.
- 1955년 1월 11일 - 나카에다촌의 일부를 편입하였다.
- 1973년 7월 1일  - 고아다이라촌 관할권이 오에군에서 미마군으로 변경되었다.
- 2005년 3월 1일 - 와키정, 아나부키정, 고야다이라촌과 합병해 미마시가 되어 소멸하였다.

## 교통

### 철도
촌내에는 철도노선이 설치되지 않았다. 가장 가까운 역은 시코쿠 여객철도 도쿠시마 선 이나부키역이다.

### 도로
- 국도 438호선
- 국도 492호선